# Psion Series 3
De Psion Series 3 is een serie zakcomputers van de Britse firma Psion die in 1991 werd geïntroduceerd. Psion stopte de productie van de Series 3 in 1998, kort na de lancering van de Series 5 en de Siena. Er zijn van de Psion Series 3 ongeveer 1,5 miljoen exemplaren gefabriceerd.

## Geschiedenis

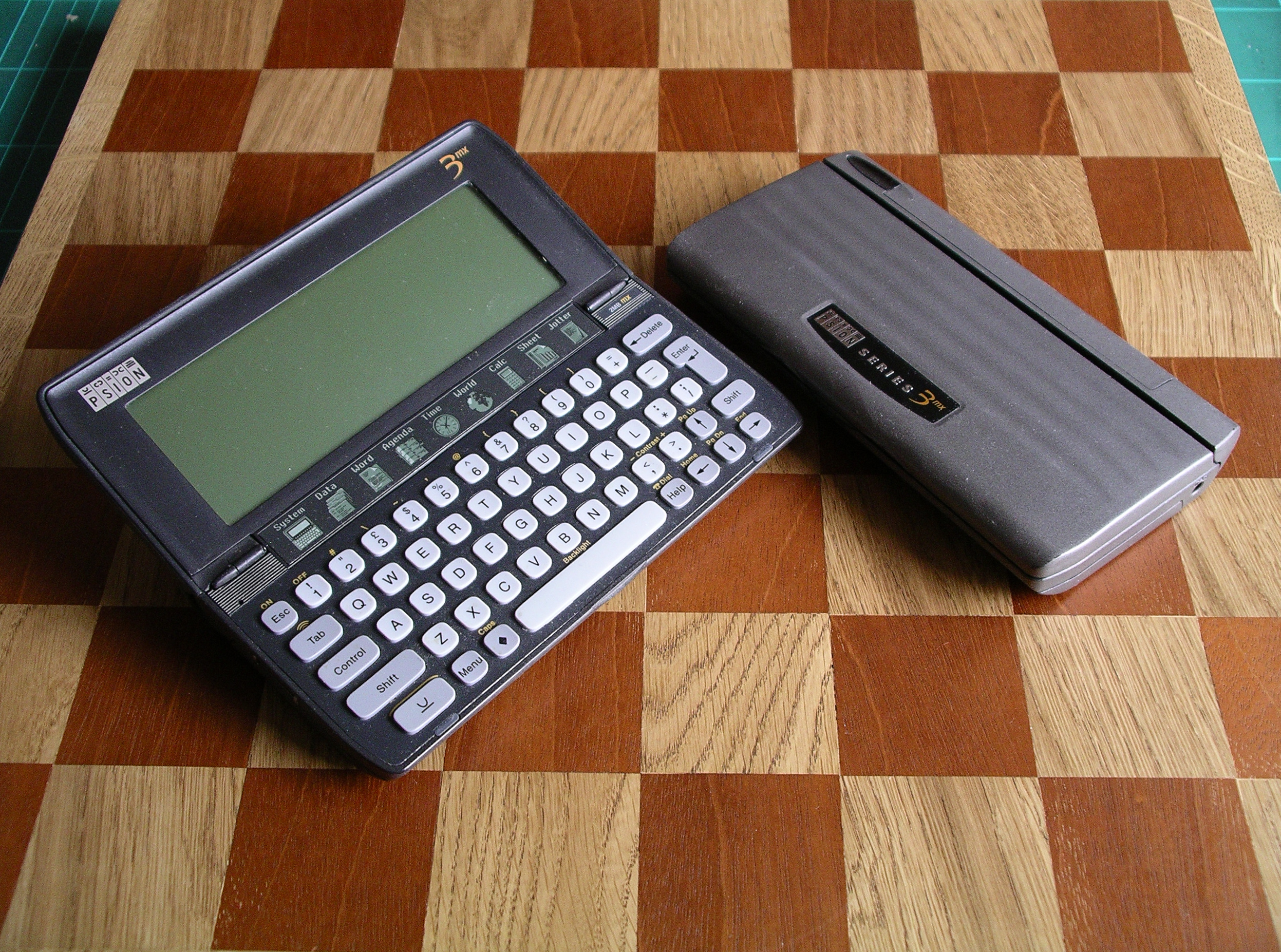
De Series 3mx.

De Series 3 is de opvolger van de in 1984 geïntroduceerde Psion Organiser. De Organiser II uit 1986 was de directe concurrent van de Filofax en wordt beschouwd als een van de eerste bruikbare elektronische zakcomputers met een agenda en adressenlijst.
Het laatste model van de Psion Organiser II verscheen in 1989. Psion werkte verder aan een opvolger, de Series 3. Echter, deze serie zakcomputers maakt gebruik van geheel verschillende hard- en software. Zo kreeg de Series 3 een nieuw inklapsysteem en andere software. Ook de benaming 'Organiser' werd niet langer door Psion gebruikt.

## Beschrijving
De Series 3 bestaat uit vier modellen. Het eerste model verscheen in 1991, de Series 3a kwam uit in 1993, de Series 3c in 1996 en ten slotte kwam de Series 3mx op de markt in 1998.
De Series 3 betekende voor Psion een grote stap in de markt voor elektronische organizers. De zakcomputers zijn ontworpen om papieren versies van agenda's en notitieboekjes te vervangen en bevatten ingebouwde software om deze te verwerken. Daarnaast is een modemfunctie waarmee onder meer faxen verstuurd kunnen worden.
Het Britse Acorn Computers verkocht de Series 3 en 3a onder hun eigen naam als de Acorn Pocket Book en Pocket Book II.

### Hardware
De Series 3 is uitgerust met een QWERTY-toetsenbord, aanraakknoppen voor snelle toegang tot programma's, en aansluitmogelijkheid voor een modem via de seriële interfacepoort. De Series 3 is inklapbaar volgens een clamshell-systeem en door de achtergrondverlichting (vanaf 3c) is het mogelijk om het beeldscherm af te lezen in het donker. De modellen hebben een monochroom lcd-scherm, waarbij de 3a, 3c en 3mx een groter beeldscherm kregen met een diameter van 13,1 cm (480×160 pixels).
Alle modellen hebben dezelfde afmetingen en worden gevoed met twee AA-batterijen en een knoopcel als back-up-batterij. Het is ook mogelijk een netstroomadapter te gebruiken. De back-up-batterij is noodzakelijk om de gegevens in het vluchtige geheugen te onthouden bij een batterijwissel.
Door middel van losse insteekkaarten kan men de functies van het apparaat uitbreiden met bijvoorbeeld nieuwe software en solid-stategeheugen.

### Software

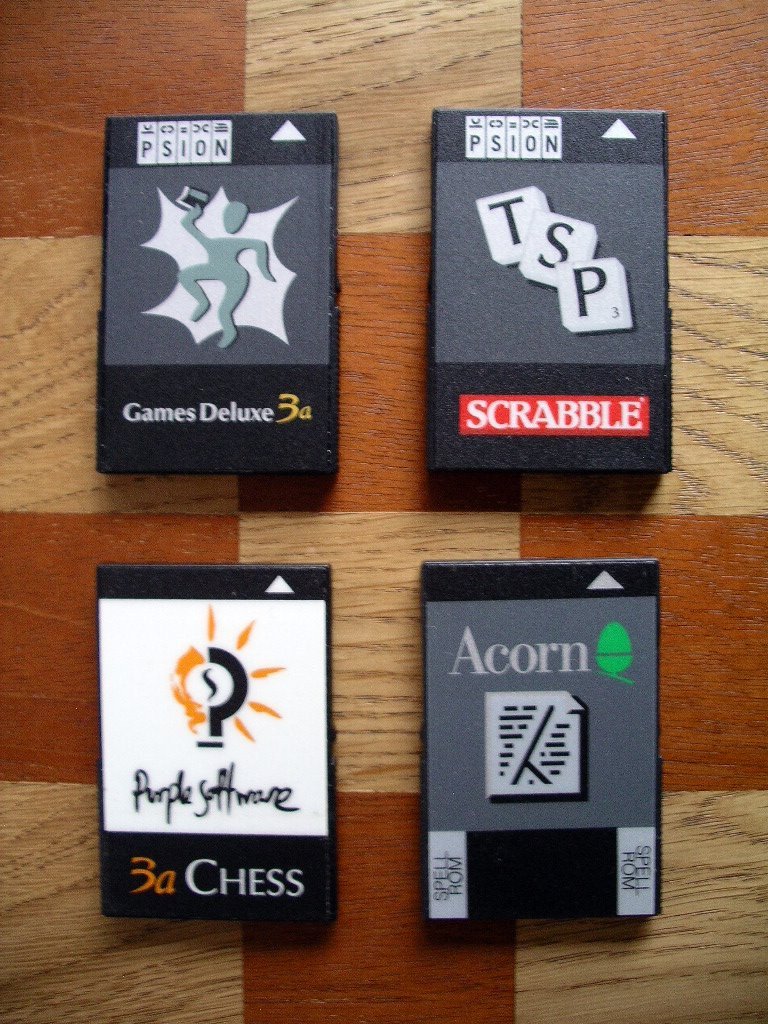
Softwarekaarten

Het besturingssysteem heet SIBO en is een 16-bits versie van Psions EPOC. De naam SIBO heeft zowel betrekking op het 16-bits besturingssysteem als op de bijbehorende hardware-architectuur van deze serie en de Psion Siena.
In het hoofdscherm worden iconen getoond van de beschikbare applicaties met daaronder recente bestanden. Bestandsbeheer is mogelijk en deze interface wordt in twee kolommen getoond.
Beschikbare applicaties zijn systeeminstellingen, gegevensbank, tekstverwerker, agenda, (wereld)klok, rekenmachine en een spreadsheet. Andere ingebouwde functies zijn spellingscontrole, een woordenboek en een dictafoon. Daarnaast is het mogelijk om met de programmeertaal Open Programming Language (OPL) applicaties te ontwikkelen.
Psion leverde ook PsiWin, een losse set waarmee men gegevens kan synchroniseren tussen een computer en de Series 3. De set bevat een seriële kabel en software voor Windows 95. Gegevens van de Psion kunnen met Office 97 worden verwerkt.

## Ontvangst
De Series 3 werd geprezen vanwege de lange batterijduur, de stabiele en veelzijdige software en duurzame hardware. Ook zouden er gevallen bekend zijn van gebruikers die al 20 jaar lang dagelijks met een Series 3mx werken. Bekende problemen met de zakcomputers zijn echter het breken van het scharniersysteem en de beeldschermkabel.

## Technische specificaties
| Jaar | Model      | Processor         | Beeldscherm    | ROM    | RAM                        | Connectiviteit                    | Specificaties                      |
| ---- | ---------- | ----------------- | -------------- | ------ | -------------------------- | --------------------------------- | ---------------------------------- |
| 1991 | Series 3   | V30 (3,84 MHz)    | 240×80 pixels  | 384 kB | 256 kB, 512 kB             |                                   | - 165×85×22 mm - 265 gram - 3 volt |
| 1993 | Series 3a  | V30H (7,68 MHz)   | 480×160 pixels | 1 MB   | 256 kB, 512 kB, 1 MB, 2 MB | 19,2 kbps RS-232C                 | - 165×85×22 mm - 265 gram - 3 volt |
| 1996 | Series 3c  | V30H (7,68 MHz)   | 480×160 pixels | 1 MB   | 256 kB, 512 kB, 1 MB, 2 MB | 56,4 kbps RS-232C, infraroodpoort | - 165×85×22 mm - 265 gram - 3 volt |
| 1998 | Series 3mx | V30MX (27,68 MHz) | 480×160 pixels | 2 MB   | 1 MB, 2 MB                 | 115 kbps RS-232C                  | - 165×85×22 mm - 265 gram - 3 volt |

bron

## Wetenswaardigheden
- Een Psion Series 3a werd gebruikt in de film Executive Decision uit 1996 als ontstekingsmechanisme. In de film wordt het apparaat afgeschilderd met draadloze communicatie, terwijl de 3a dit technisch gezien niet heeft.[4]